# Голубая Криница
Голубая Криница — хутор в Россошанском районе Воронежской области России. Входит в состав Новокалитвенского сельского поселения.

## География
Хутор находится в южной части Воронежской области, в степной зоне, к югу от реки Чёрная Калитва, на расстоянии примерно 15 километров (по прямой) к востоку-юго-востоку (ESE) от города Россошь, административного центра района. Абсолютная высота — 84 метра над уровнем моря.
Часовой пояс
Хутор Голубая Криница, как и вся Воронежская область, находится в часовой зоне МСК (московское время). Смещение применяемого времени относительно UTC составляет +3:00.

## Население
| 2010 |
| ---- |
| 138  |

Гендерный состав
По данным Всероссийской переписи населения 2010 года в гендерной структуре населения мужчины составляли 50 %, женщины — соответственно также 50 %.
Национальный состав
Согласно результатам переписи 2002 года, в национальной структуре населения русские составляли 80 %.

## Инфраструктура
В Голубой Кринице функционируют сельский клуб и отделение Почты России.

### Улицы
Уличная сеть хутора состоит из двух улиц (ул. Мира и ул. Огородная).

## Археология и палеогенетика
В 1 км к северо-востоку от хутора Голубая Криница, в 7 км от места впадения Чёрной Калитвы в Дон находится могильник Голубая Криница. Курган № 10 курганного могильника на правом берегу реки Чёрная Калитва был сооружён в среднем бронзовом веке и содержал погребения среднедонской катакомбной, бабинской, срубной культур и предскифского времени. Два погребения из грунтового могильника в северо-западной поле были совершены по обрядности, не находящей сходств в культурах эпохи бронзы, а одно из них, с ярким погребальным инвентарем, имеет аналогии в могильниках мариупольского типа. Было исследовано 18 захоронений: одиночных, парных и коллективных. Раннеэнеолитический образец NEO113 возрастом 7300 л. н. (грунтовый могильник мариупольского типа Голубая Криница, курган 10, могила 10, митохондриальная гаплогруппа U2e1a, покрытие 0,11×) помещается в базальный субклад Y-хромосомной гаплогруппы R1a вместе с ранними образцами, связанными с комплексом шнуровой керамики, poz81 (R1a1a1-M417>R1a1a1a-CTS4385>CTS4385*, 2880-2630 лет до н. э., Obłaczkowo) из Польши и RISE446 (R1a1a1a-CTS4385>L664>S3479, 2829-2465 лет до н. э., Bergrheinfeld, Bavaria) из Германии, что делает его самым ранним наблюдением этой базальной линии, о котором сообщалось до сих пор. У образца NEO204 (могила 4) определили Y-хромосомную гаплогруппу I2a и митохондриальную гаплогруппу U4, у образца NEO207 (могила 7, скелет 2) определили митохондриальную гаплогруппу U5a1c, у образца NEO209 (могила 7, скелет 4, определили Y-хромосомную гаплогруппу R1a и митохондриальную гаплогруппу U5b2, у образца NEO210 (могила 8) определили Y-хромосомную гаплогруппу R1 и митохондриальную гаплогруппу U5a2b, у образца NEO212 (могила 10, покрытие 3,05×) определили Y-хромосомную гаплогруппу I2a и митохондриальную гаплогруппу U4a2a.